# Gare de Ballersdorf
La gare de Ballersdorf est une ancienne gare ferroviaire française de la ligne de Paris-Est à Mulhouse-Ville, située à proximité du village centre, sur le territoire de la commune de Ballersdorf, dans le département du Haut-Rhin, en région Grand Est.
C'est une halte voyageurs de la Société nationale des chemins de fer français (SNCF) qui était desservie par des trains TER Alsace et TER Franche-Comté.
Lors de la mise en service de la première phase de la LGV Rhin-Rhône en décembre 2011, la gare a été fermée afin de réduire les temps de parcours des TER, et ainsi de faire cohabiter TER et TGV sur le tronçon Belfort-Mulhouse de la ligne Paris-Est - Mulhouse-Ville. La SNCF et la Région Alsace espèrent sa réouverture lors de la mise en service de la seconde phase de la ligne à grande vitesse, entre Petit-Croix et Lutterbach.

## Situation ferroviaire
Établie à 312 m d'altitude, la halte de Ballersdorf est située au point kilométrique (PK) 467,502 de la ligne de Paris-Est à Mulhouse-Ville, entre les gares de Dannemarie, dont elle est séparée par le Viaduc de Ballersdorf, et d'Altkirch.

## Service des voyageurs

### Accueil
Halte SNCF, c'est un point d'arrêt non géré (PANG) à entrée libre. 

### Desserte
Ballersdorf était desservie par des trains TER Alsace et TER Franche-Comté, qui effectuaient des missions entre les gares de Belfort et de Mulhouse-Ville.

### Intermodalité
La halte est située à proximité immédiate du village de Ballersdorf.